# Сосна однохвойна
{{#ifeq:0|0|{{#if:|{{#if:Pinusmonophylla|[[]}}|}}}}
Сосна однохвойна (Pinus monophylla Torr. & Frém.) — багаторічна рослина, невелике дерево родини соснових. Назва походить від давньогрецьких слів грец. μόνος — «один», грец. φύλλον — «листок», і вказує на особливість розташування голок на гілках.

## Опис
Росте порівняно повільно, як правило, досягає висоти від 6 до 12 метрів і діаметра на висоті грудей від 30 до 50 сантиметрів. Крона зазвичай округла, щільна. Кора червоно-коричнева. Голки ростуть по 1 (рідко 2), 2–6 см довжиною, сіро-зелені. Голки зазвичай залишаються на дереві п'ять років. Тичинкові шишки еліпсоїдні, 10 мм завдовжки, жовті. Шишки насіннєві 8 см завдовжки, жовто-бурого кольору після достигання. Відкриті шишки 4,5–7,5 см завширшки. Насіння коричневе, завдовжки 10–22 мм.
Найбільше зареєстроване дерево діаметром 135 см, заввишки 15,2 м з кроною завширшки 15,8 м, розташоване в Уошо Каунті, штат Невада. У штаті Невада росте дерево, вік якого визначений у 888 років (2006). У несприятливих ґрунтах дерева з віком 300 років не є рідкістю.

## Поширення
Ареал охоплює Мексику (Нижня Каліфорнія), США (штати Аризона, Каліфорнія, Невада, Юта). Зростає переважно на висотах 1000–2800 метрів над рівнем моря. В каліфорнійських Білих горах Pinus monophylla трапляється навіть на висоті 3050 м. Дерево напівпосушливого клімату і переносить посуху краще, ніж інші види сосен. Воно зростає у місцевостях, де випадає 200–460 мм опадів, переважно взимку у вигляді снігу.

## Значення і статус виду
Серйозних загроз нема. Цей вид зустрічається на кількох охоронних територіях.
Деревина цієї сосни використовується як дрова. Для індіанців навіть сьогодні насіння є важливими харчами й кормом для тварин.

## Синоніми
- Caryopitys monophylla (Torr. & Frém.) Rydb.
- Pinus californiarum D.K.Bailey
- Pinus californiarum subsp. fallax (Little) D.K.Bailey
- Pinus cembroides subsp. monophylla (Torr. & Frém.) A.E.Murray
- Pinus cembroides var. monophylla (Torr. & Frém.) Voss
- Pinus edulis var. fallax Little
- Pinus edulis var. monophylla (Torr. & Frém.) Torr.
- Pinus fallax (Little) Businský
- Pinus fremontiana Endl.
- Pinus monophylla var. californiarum (D.K.Bailey) Silba
- Pinus monophylla subsp. californiarum (D.K.Bailey) Silba
- Pinus monophylla var. fallax (Little) Silba
- Pinus monophylla subsp. fallax (Little) Silba[1]

## Галерея

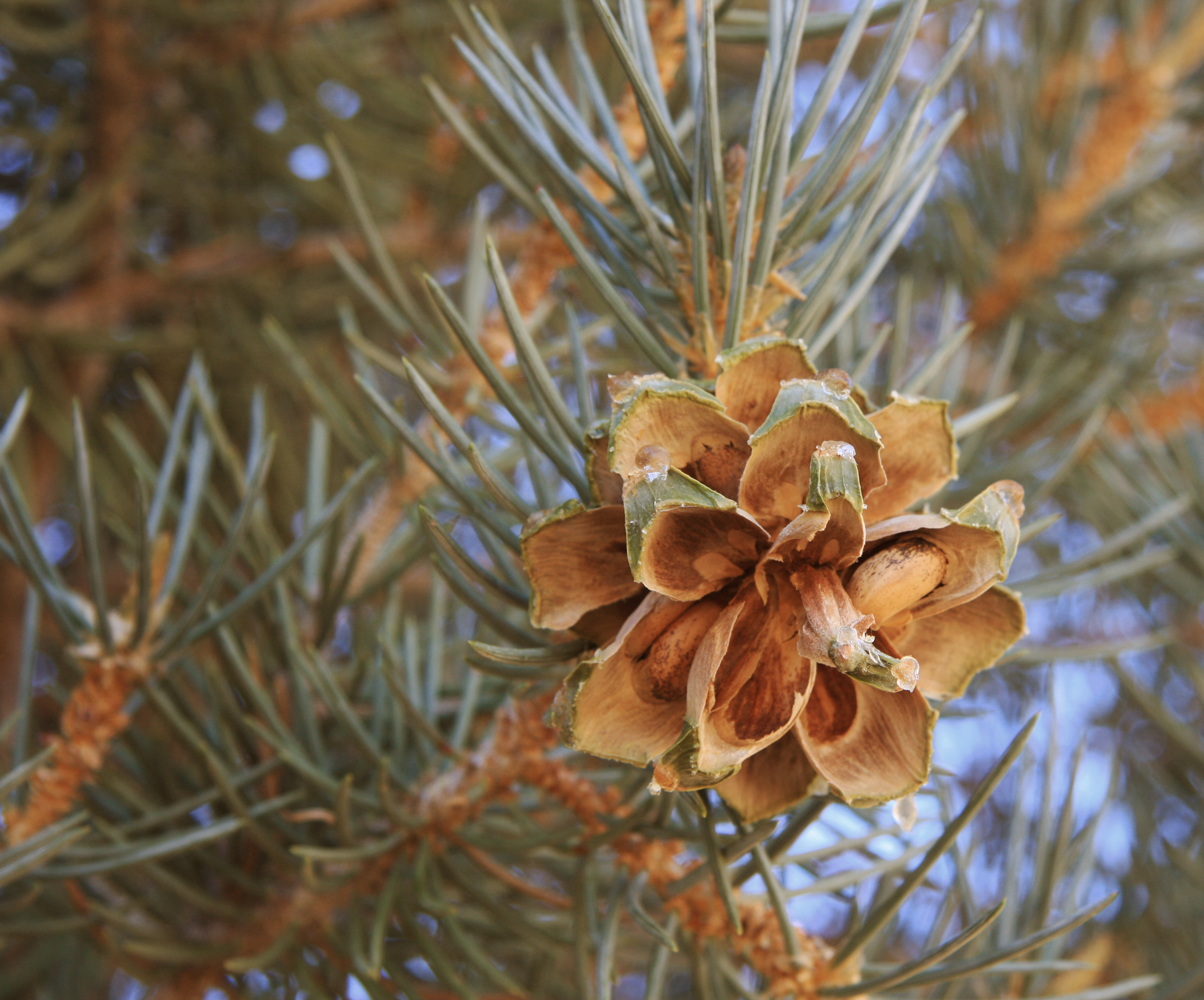
Відкрита шишка
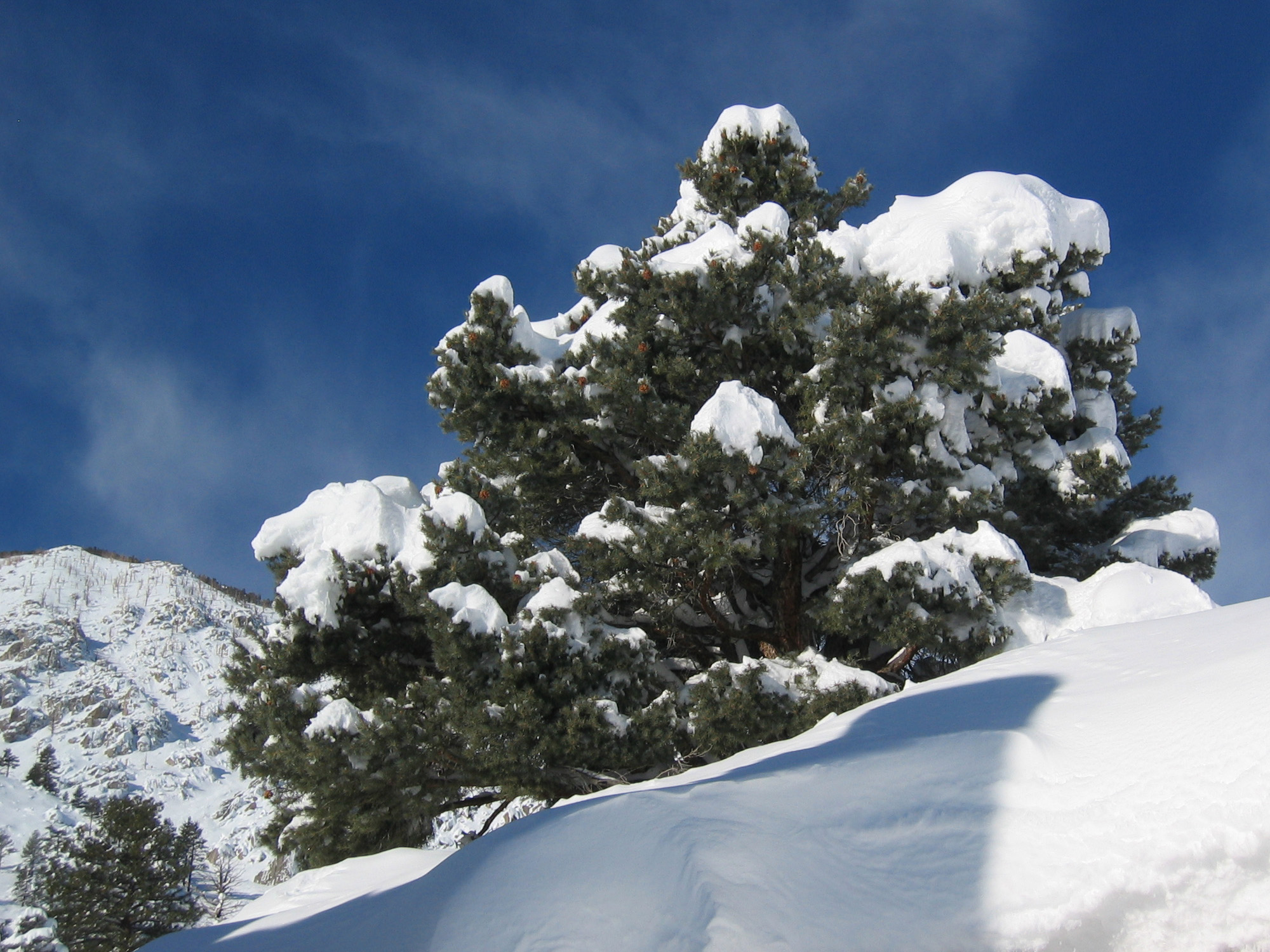
Підвид californiarum в снігу
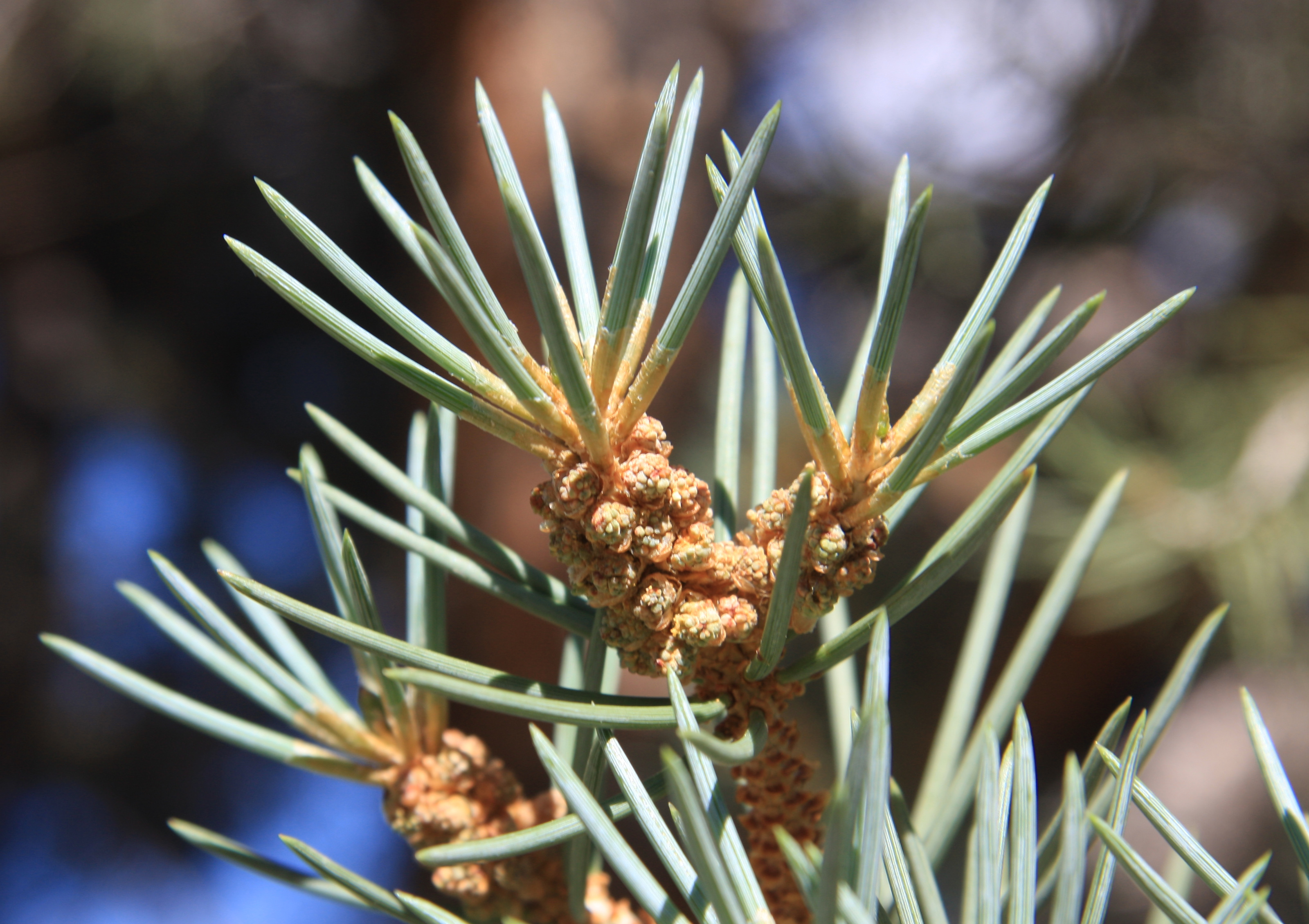
Голки зблизька
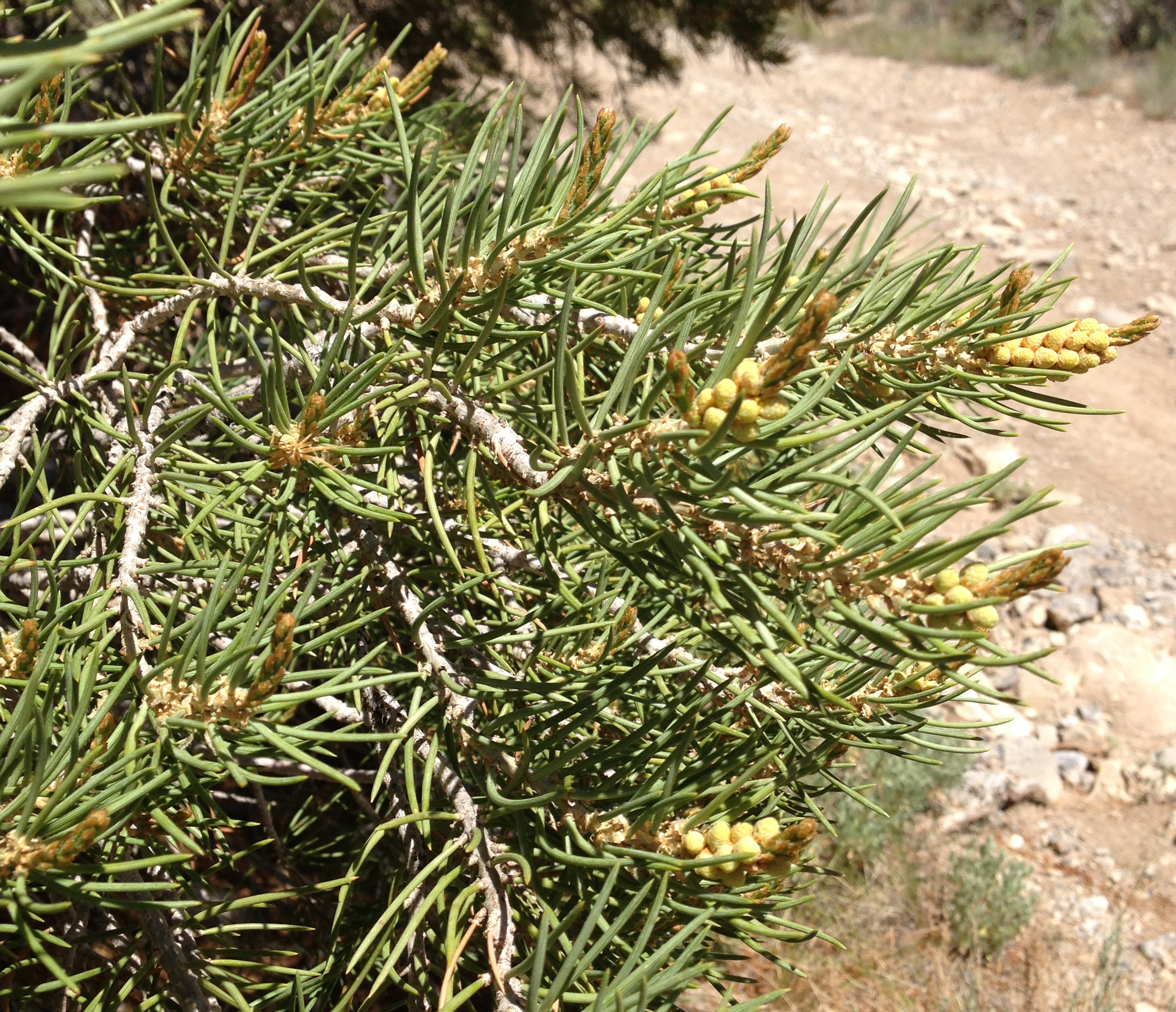
Пилкові шишки
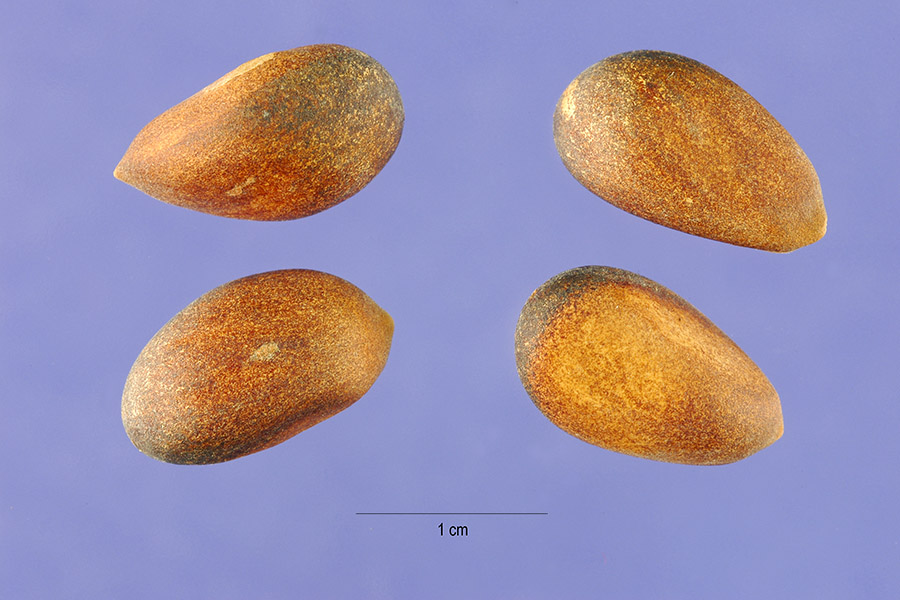
насіння